# Gračišče
Gračišče (italijansko Gradischie) je naselje v Slovenski Istri, ki upravno spada pod Mestno občino Koper. 
Dostop do vasi je iz Movraža, Sočerge, Belega kamna oz. Sv. Antona in Kubeda. Skozi vas teče prometnica Koper-Buzet. Vas je od Kopra oddaljena 21 km. Na spodnji strani vasi se razprostira gračiška vala, ki jo z vseh strani obdajajo gričevja, kot so: Brgod, Drevje, Pićine, Kadenje, Griža, Likavec, Kamiščica.

## Nastanek in klima
Površje Gračišča je nastajalo že pred 40 milijoni let. Prišlo je do tektonskega delovanja, površje se je dvigalo in nagubalo, morje pa odteklo in nastala je luskasta zgradba.
Zimske temperature so okoli 2 °C in 3 °C, povprečne poletne pa okoli 25 °C. Padavin je dokaj veliko (predvsem pozimi in jeseni), približno 1300 mm. V zimskem času zapade tudi do 3 cm snega, redki pa sta sodra in toča, pogosta pa je burja.

## Poselitev in prebivalstvo
Stari del vasi je gručasto naseljen, prevladujejo stare, kamnite hiše. Stari del leži v zgornjem delu vasi - pod gričevji, novejši del pa ob prometnici Koper-Buzet.
Na hribu Lačna, ki se razprostira vzdolžno nad vasjo, so si naši predniki zgradili gradišča. 1 km od vasi - na Brežcu naj bi bil v srednjem veku tudi grad.
Vaščani so se nekoč preživljali s kmetijstvom. Šavrinke (žene iz Istre, zamenjavale so blago za blago) so v Trst z osli nosile jajca, poljske pridelke, sadje,… Na sejmih so prodajali živino, eden je bil tudi v Gračišču.
Najpogostejša priimka v vasi sta Franca in Babič.
| Leto            | 1869 | 1900 | 1931 | 1961 | 1971 | 1981 | 1991 |
| --------------- | ---- | ---- | ---- | ---- | ---- | ---- | ---- |
| št. prebivalcev | 115  | 122  | 167  | 146  | 141  | 149  | 145  |

## Lega
Gračišče je središčna vas v vzhodnem delu Šavrinskega gričevja. Leži med hriboma Lačna (451 m) in Grižo (346 m) na severnem robu suhe doline Gračiške vale.
Staro vaško jedro je od ceste Kubed–Buzet nekoliko odmaknjeno, skrito od pogledov iz glavne ceste. Kraško polje se od vasi razteza naprej proti Smokvici in Movražu. To dolino oziroma 'valo', kot ji pravijo domačini, so v preteklosti rabili za pašnike in njive. Vinogradov je malo, ti se nahajajo le v zavetnih legah, skriti pred ostrimi sunki burje.

## Gračišče danes
Vas je strnjeno pozidana, hiše so grajene iz belega kraškega kamna, stene pročelij so v večini, tako kot je pogosto v Istri, neometane. V novem delu vasi je nekaj novih hiš, tu je tudi Osnovna šola Istrskega odreda - Gračišče, v stavbi Zadružnega doma pa sta še pošta in trgovina. Vas ima tudi svojo gostilno.

### Cerkev sv. Miklavža
Cerkev v Gračišču je posvečena sv. Miklavžu. Zgrajena je bila v letu 1784, 1995. leta pa je bila obnovljena. V zvonik, čigar urni mehanizem še vedno obstaja, je vzidana plošča z napisom v glagolici in cirilici. Ta pomemben napis na vaškem zvoniku, ki ga je postavila Gračiška občina ob pomoči župana in starešin, nam govori, da je bilo Gračišče že leta 1876 samostojna občina.

## Kultura
V vasi delujeta dve društvi; »Šavrini in anka Šavrinke« ter Turistično, športno in kulturno društvo »Sv. Miklavž«. Društvo skrbi za urejenost in prepoznavnost kraja, kulture in vaških običajev. Vas Gračišče praznuje dva vaška praznika: prvo nedeljo v juliju je šagra in 6. decembra Sv. Miklavž. Ponovno je bil uveden tudi praznik »otave«, ki ima sedaj dodano ime »praznik šparinge«. Praznuje se osmi dan po veliki noči, ko je v Gračišču tudi ples, praznovanje pa poteka tudi drugo nedeljo po veliki noči.
Leta 1615 so Gračišče požgala avstrijska vojska v boju proti Benečanom. Leta 1943 pa so Nemci požgali celotno vas. 1965. leta so v vasi odkrili spomenik žrtvam NOB.

## Osnovna šola Istrskega odreda Gračišče
Do leta 1955 so otroci obiskovali osnovno šolo v sosednji vasi - Kubedu. Šola je bila pri cerkvi sv. Florjana. Po drugi svetovni vojni so jo požgali Nemci.
Leta 1952 so šolo pričeli graditi v Gračišču. Najprej so jo želeli poimenovati po Gračiškem borcu Tonetu Franci, kasneje pa so si premislili in jo poimenovali OŠ Istrskega odreda Gračišče.

## Zanimivosti
Znana oseba iz Gračišča je Marija Franca, ljudska pripovednica, poznana po svojih »štorijah«, zapisanih v knjigi »Šavrinke I,II,III«. Zapisane prigode je doživljala na poti, ko je kot žena - Šavrinka hodila s svojim oslom po jajca v Istro in jih nosila prodajat v Trst. Na Gračiški šoli je vrsto let poučeval tudi pisatelj Marjan Tomšič, ki je napisal mnogo knjig z istrsko vsebino. Pri tem mu je pomagala predvsem Marija Franca, ki mu je svoje zgodbe pripovedovala.  Tu je živel in ustvarjal tudi skladatelj Aldo Kumar, ki je priredil kar nekaj istrskih skladb in sodi danes med najpogosteje izvajane slovenske skladatelje.

## Galerija
- Sv. Nikolaj
- Lepo izdelan porton